# Симпсоны (сезон 7)
Седьмой сезон мультсериала «Симпсоны» был показан на телеканале Fox в период с 17 сентября 1995 по 19 мая 1996 года и содержит 25 эпизодов.

## Список серий
| № общий | № в сезоне | Название | Режиссёр          | Автор сценария | Дата премьеры    | Произв. код | Зрители в США (млн) |
| --- | ---------- | --- | ----------------- | --- | ---------------- | ----------- | ------------------- |
| 129 | 1          | «Кто стрелял в Мистера Бёрнса? (Часть 2)» «Who Shot Mr. Burns? (Part II)»                                                                                    | Уэсли Арчер       | Билл Оукли | 17 сентября 1995 | 2F20        | 22,6                |
| Ведётся расследование по делу о покушении на жизнь мистера Бёрнса. Подозреваемых хоть отбавляй, однако улик не хватает, чтобы обвинить кого-то конкретно… Приглашённые звезды: Тито Пуэнте |            | |                   | |                  |             |                     |
| 130 | 2          | «Радиоактивный человек» «Radioactive Man» | Сьюзи Диттер      | Джон Шварцвельдер | 24 сентября 1995 | 2F17        | 15,7                |
| В Спрингфилд приезжает съёмочная группа на съёмки очередной серии популярного сериала о Радиоактивном человеке. Роль помощника супергероя достаётся Милхаусу, который не в восторге от свалившейся на него славы. Приглашённые звезды: Микки Руни и Фил Хартман |            | |                   | |                  |             |                     |
| 131 | 3          | «Дом, милый дом» «Home Sweet Homediddly-Dum-Doodily» | Сьюзи Диттер      | Джон Витти | 1 октября 1995   | 3F01        | 14,5                |
| Гомера и Мардж обвиняют в неспособности обеспечить детям достойную жизнь. Барта, Лизу и Мэгги у них временно отбирают и поселяют в доме Фландерсов. Мардж и Гомер вынуждены посещать школу для родителей, чтобы вернуть себе своих чад. Приглашённые звезды: Джоан Кенли |            | |                   | |                  |             |                     |
| 132 | 4          | «Барт продаёт свою душу» «Bart Sells His Soul» | Уэсли Арчер       | Грег Дэниелс | 8 октября 1995   | 3F02        | 14,8                |
| Барт неосмотрительно продаёт свою душу Милхаусу за пять долларов. Однако странные и неприятные вещи, которые затем начинают происходить с Симпсоном младшим, доказывают ему, что он недостаточно серьёзно относился к своей бессмертной сущности. |            | |                   | |                  |             |                     |
| 133 | 5          | «Лиза — вегетарианка» «Lisa the Vegetarian» | Марк Киркленд     | Дэвид Коэн | 15 октября 1995  | 3F03        | 14,6                |
| Лиза становится убеждённой вегетарианкой и страстно желает, чтобы все окружающие последовали её примеру. Из-за этого у неё со многими портятся отношения. Приглашённые звезды: Пол Маккартни и Линда Маккартни |            | |                   | |                  |             |                     |
| 134 | 6          | «Дом ужасов 6» «Treehouse of Horror VI» | Боб Андерсон      | Джон Шварцвельдер Стив Томпкинс Дэвид Коэн | 29 октября 1995  | 3F04        | 19,7                |
| «Attack of the 50-Foot Eyesores» (с англ. — «Нападение 50-ти футовых рекламных монстров») — Во время бури гигантская наружная реклама оживает и разрушает Спрингфилд. «Nightmare on Evergreen Terrace» (с англ. — «Кошмар на Вечнозелёной Террасе») — После ужасного несчастного случая в котельной садовник Вилли начинает мстить Спрингфилдцам, убивая их детей в их снах… «Homer3» (с англ. — «Гомер3») — Пытаясь избежать встречи с Сельмой и Пэтти во время их визита к Симпсонам, Гомер обнаруживает третье измерение… Приглашённые звезды: Пол Анка |            | |                   | |                  |             |                     |
| 135 | 7          | «Очень большой Гомер» «King-Size Homer» | Джим Рирдон       | Дэн Грини | 5 ноября 1995    | 3F05        | 17                  |
| Непреодолимое желание работать дома подталкивает Гомера к тому, чтобы набрать вес. Тогда его смогут признать нетрудоспособным. Гомер этого добивается, но из-за его «надомной» работы может взорваться АЭС. Приглашённые звезды: Джоан Кенли |            | |                   | |                  |             |                     |
| 136 | 8          | «Мать Симпсон» «Mother Simpson» | Дэвид Силверман   | Ричард Аппель | 19 ноября 1995   | 3F06        | 15,3                |
| Совершенно случайно Гомер обнаруживает, что его мать жива и здорова, однако прошлое её довольно тёмное и её разыскивает ФБР. |            | |                   | |                  |             |                     |
| 137 | 9          | «Последний выход Сайдшоу Боба» «Sideshow Bob’s Last Gleaming»                                                                                                | Доминик Полчино   | Спайк Ферестэн | 26 ноября 1995   | 3F08        | 14,2                |
| Сайдшоу Боб сбегает из тюрьмы, крадёт атомную бомбу и угрожает взорвать её, если Спрингфилд не перестанет смотреть телевидение. |            | |                   | |                  |             |                     |
| 138 | 10         | «138-й, специальный выпуск» «The Simpsons 138th Episode Spectacular»                                                                                         | Дэвид Силверман   | Джон Витти | 3 декабря 1995   | 3F31        | 16,4                |
| С помощью Троя МакКлюра мы окидываем взглядом восьмилетнюю историю семьи Симпсонов. |            | |                   | |                  |             |                     |
| 139 | 11         | «Мардж бы это не понравилось» «Marge Be Not Proud» | Стивен Дин Мур    | Майк Скалли | 17 декабря 1995  | 3F07        | 16,7                |
| После того, как Мардж не покупает Барту новую видеоигру «Боунсторм», Барт крадёт её из магазина. Но детектив магазина ловит маленького воришку и запрещает Барту появляться в этом магазине. Барт скрывает от родителей это происшествие. К несчастью, Мардж ведёт свою семью фотографироваться именно в этот магазин… |            | |                   | |                  |             |                     |
| 140 | 12         | «Команда Гомера» «Team Homer» | Марк Киркленд     | Майк Скалли | 7 января 1996    | 3F10        | 16,7                |
| Гомер создаёт команду по боулингу, которая быстро становится лидером в местном клубе. Бёрнс изъявляет желание вступить в эту команду и участвовать в чемпионате. Гомер вынужден, скрипя зубами, подчиниться, хотя и понимает, что с таким как Бёрнс много не выиграешь. Тем временем директор Скиннер вводит школьную униформу для учеников. |            | |                   | |                  |             |                     |
| 141 | 13         | «Два плохих соседа» «Two Bad Neighbors» | Уэсли Арчер       | Кен Килер | 14 января 1996   | 3F09        | 16,5                |
| У семьи Симпсонов новые соседи, бывший президент США Джордж Буш и его жена Барбара. Почему-то это соседство приходится Гомеру не по душе, и он с подозрением следит за ними днём и ночью. Для Барта же этот факт открывает новые возможности, хорошенько повеселиться. Доведённый до отчаяния его проказами Джордж, отлавливает сорванца и устраивает ему хорошую порку. Гомер воспринимает это как личное оскорбление, и между ними разгорается нешуточный конфликт.                                                                                      |            | |                   | |                  |             |                     |
| 142 | 14         | «Сцены из классовой борьбы Спрингфилда» «Scenes from the Class Struggle in Springfield»                                                                      | Сьюзи Диттер      | Дженнифер Криттенден | 4 февраля 1996   | 3F11        | 14,4                |
| Мардж стремится заполучить членство в загородном элитном клубе. Однако у Симпсонов так мало общего с теми, кто состоит в этом клубе… |            | |                   | |                  |             |                     |
| 143 | 15         | «Барт — сыщик» «Bart the Fink» | Джим Рирдон       | Сюжет : Боб Кушелл Телесценарий : Джон Шварцвельдер | 11 февраля 1996  | 3F12        | 15                  |
| Барт стал невольным виновником финансового краха любимого клоуна Красти. Сев в свой самолёт, Красти взлетает в свой последний полёт и врезается в гору. |            | |                   | |                  |             |                     |
| 144 | 16         | «Любознательная Лиза» «Lisa the Iconoclast» | Майк Андерсон     | Джонатан Кольер | 18 февраля 1996  | 3F13        | 13,4                |
| Весь город готовится к празднованию «Дня города». Лиза, совершенно случайно, в библиотеке, находит тайное признание Джебидая Спрингфилда. В этом письме Джебидайя – кумир всех горожан – пишет, что он был пиратом и даже пытался убить Джорджа Вашингтона. А музейный работник уверяет Лизу, что письмо – подделка… |            | |                   | |                  |             |                     |
| 145 | 17         | «Гомер Смитерс» «Homer the Smithers» | Стивен Дин Мур    | Джон Шварцвельдер | 25 февраля 1996  | 3F14        | 14,1                |
| Смитерс отправляется в отпуск, а вместо себя он оставляет самого бездарного помощника из всех возможных – Гомера Симпсона. Тем самым он надеется застраховать себя от появления конкурента, способного сменить его на этом посту… |            | |                   | |                  |             |                     |
| 146 | 18         | «День, когда умерло насилие» «The Day the Violence Died» | Уэсли Арчер       | Джон Шварцвельдер | 17 марта 1996    | 3F16        | 14,4                |
| Барт и Лиза находят настоящего создателя «Щекотки и Царапки». Он оказывается обычным бомжом. Но справедливость восстанавливается, бывший бомж строит себе дом из чистого золота, а студия, производившая мультсериал, банкротится и закрывается. Теперь необходимо вновь открыть студию. |            | |                   | |                  |             |                     |
| 147 | 19         | «Рыбка по имени Сельма» «A Fish Called Selma» | Марк Киркленд     | Джек Барт | 24 марта 1996    | 3F15        | 12,9                |
| Карьера Троя МакКлюра катится вниз, после нескольких скандалов в прессе. Чтобы сохранить карьеру, Трою необходимо жениться. Его выбор падает на Сельму Бувье… |            | |                   | |                  |             |                     |
| 148 | 20         | «Барт с большой дороги» «Bart on the Road» | Свинтон Скотт III | Ричард Аппель | 31 марта 1996    | 3F17        | 11,8                |
| Барт умудряется сделать фальшивые водительские права. Собрав компанию, он отправляется в путешествие по городам. Очень скоро они попадают в беду. Барту ничего не остаётся, как обратиться к Лизе, которая тем временем весело проводит время с Гомером на АЭС. |            | |                   | |                  |             |                     |
| 149 | 21         | «22 коротких фильма о Спрингфилде» «22 Short Films About Springfield»                                                                                        | Джим Рирдон       | Ричард Аппель, Дэвид Коэн, Джонатан Кольер, Дженнифер Криттенден, Грег Дэниелс, Брэнт Форрестер, Рейчел Пулидо, Стив Томпкинс, Билл Оукли, Джош Вайнштейн и Мэтт Грейнинг | 14 апреля 1996   | 3F18        | 10,5                |
| Калейдоскоп историй из жизни жителей Спрингфилда, которые так или иначе имеют отношения к семейке Симпсонов. |            | |                   | |                  |             |                     |
| 150 | 22         | «Разгневанный Эйб и его недоделанный внук «Проклятии летучих пираний»» «Raging Abe Simpson and His Grumbling Grandson in «The Curse of the Flying Hellfish»» | Джеффри Линч      | Джонатан Кольер | 28 апреля 1996   | 3F19        | 13                  |
| Дед, которого Барт считает старым болтуном, открывает внуку тайну спрятанных сокровищ. Получив доказательства правдивости дедовского рассказа, Барт изо всех сил старается помочь старику в поисках клада. |            | |                   | |                  |             |                     |
| 151 | 23         | «Много Апу из ничего» «Much Apu About Nothing» | Сьюзи Диттер      | Дэвид Коэн | 5 мая 1996       | 3F20        | 11,3                |
| Из-за Гомера в Спрингфилде разворачивается крупная кампания по выдворению нелегальных эмигрантов из города. Но вскоре Симпсон-старший пересматривает свои взгляды на эту проблему, так как одним таких эмигрантов оказывается его хороший друг – Апу. |            | |                   | |                  |             |                     |
| 152 | 24         | «Гомерпалуза» «Homerpalooza» | Уэсли Арчер       | Брэнт Форрестер | 19 мая 1996      | 3F21        | 12,9                |
| Волей случая, Гомер становится звездой шоу-бизнеса. Его эстрадный номер – стрельба пушечным ядром по животу Симпсона-старшего, имеет грандиозный успех, но вскоре выясняется, что Гомер сильно рискует, продолжая выходить на сцену. |            | |                   | |                  |             |                     |
| 153 | 25         | «Лето Симпсонов» «Summer of 4 Ft. 2» | Марк Киркленд     | Дэн Грини | 19 мая 1996      | 3F22        | 14,7                |
| Семья Симпсонов отправляется в отпуск на берег океана. Для Лизы это возможность, изменив свой имидж, постараться завести себе друзей, которых у неё никогда не было в Спрингфилде, где её считают скучной зубрилой. Всё идёт просто прекрасно, пока в дело не вмешивается Барт, уязвлённый популярностью сестры. |            | |                   | |                  |             |                     |